# Feliks Olszak
Feliks Olszak (ur. 2 grudnia 1904 w Karwinie, zm. 27 stycznia 1965 w Krakowie) – polski inżynier, wykładowca i rektor Akademii Górniczo-Hutniczej w Krakowie, założyciel klubu sportowego Stal Stalowa Wola.

## Życiorys
Był synem lekarza Wacława Olszaka; młodszym bratem konstruktora budowlanego Wacława. Absolwent Akademii Górniczej w Krakowie (specjalność: inżynier hutnik). Od 1934 roku był dyrektorem Huty „Stalowa Wola”. W 1938 roku utworzył Klub Sportowy Stalowa Wola, późniejszą Stal Stalowa Wola, w tym jej sekcję piłkarską.
Prezes Stowarzyszenia Techników Polskich w Wielkiej Brytanii w latach 1942–1944. Wykładowca AGH od 1952. Mianowany profesorem nadzwyczajnym w 1954 i zwyczajnym w 1962. Pełnił funkcję kierownika Katedry Metalurgii Stali (od 1958 I kierownika Katedry Budowy Pieców (od 1955 do 1958). Prorektor AGH w latach 1956 do 1958, rektor uczelni w latach 1958–1961. Publikacje z zakresu elektrometalurgii stali i wytwarzania żelazostopów. Od 1958 członek prezydium Ogólnopolskiego Komitetu Frontu Jedności Narodu.
Odznaczony Krzyżem Kawalerskim Orderu Odrodzenia Polski, Medalem 10-lecia Polski Ludowej oraz Orderem Sztandaru Pracy II klasy. Został pochowany na cmentarzu Rakowickim w Krakowie, w alei zasłużonych (kwatera LXVII-płn. 2-8).

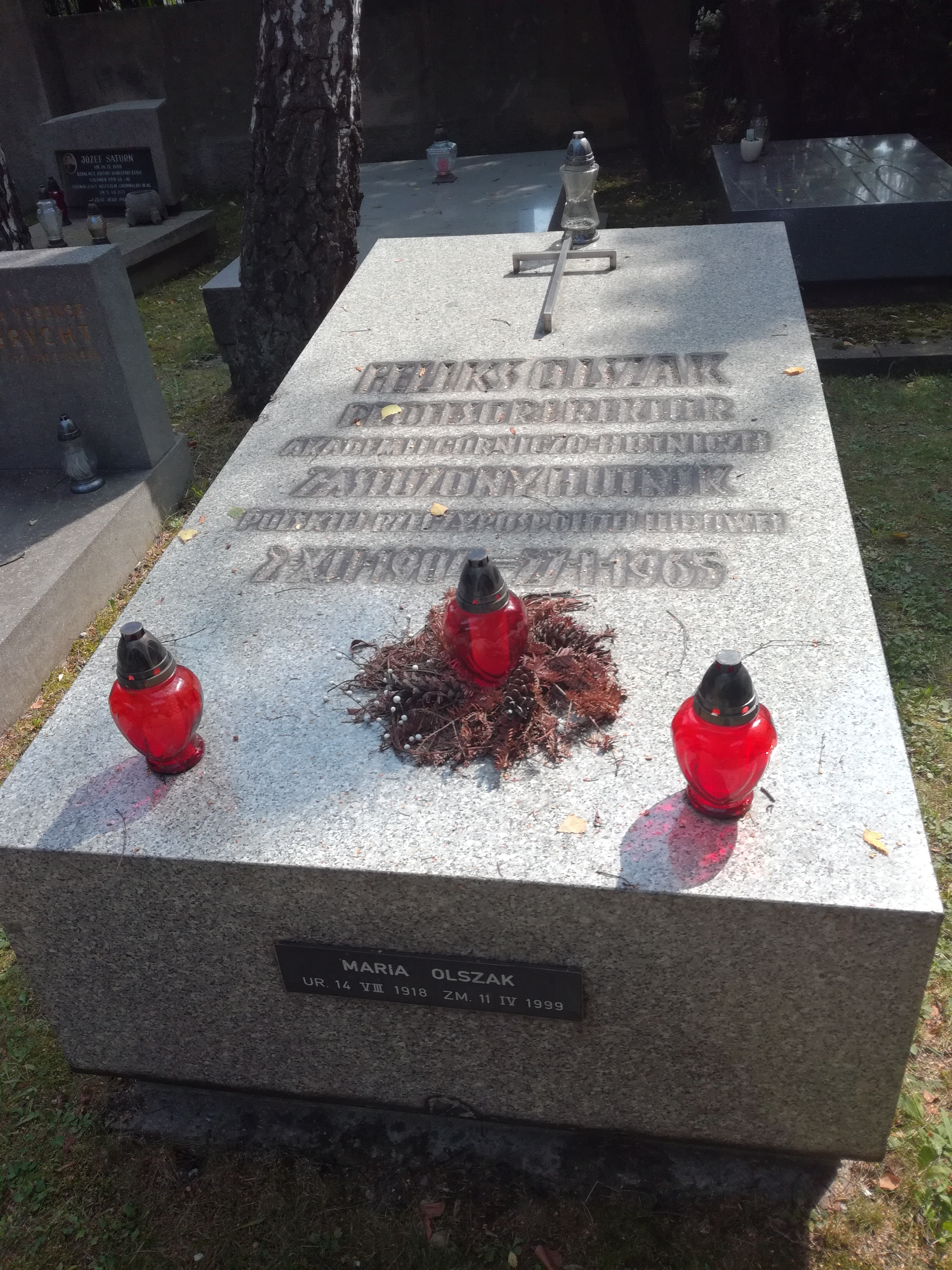
Grób prof. Feliksa Olszaka na cmentarzu Rakowickim